# Kolobopetalum
Kolobopetalum Engl. – rodzaj roślin z rodziny miesięcznikowatych (Menispermaceae). Obejmuje co najmniej 4 gatunki występujące naturalnie w strefie tropikalnej Afryki.

## Systematyka
Pozycja systematyczna według APweb (aktualizowany system APG III z 2009)
Rodzaj z rodziny miesięcznikowatych (Menispermaceae).
Wykaz gatunków
- Kolobopetalum auriculatum Engl.
- Kolobopetalum chevalieri (Hutch. & Dalziel) Troupin
- Kolobopetalum leonense Hutch. & Dalziel
- Kolobopetalum ovatum Stapf